# 中澤剛太
中澤 剛太（なかざわ ごうた、1980年〈昭和55年〉- ）は、日本の企業家、イノベーター。

## 略歴
東京大学法学部卒業後、2005年に財務省に入省。関税局関税課に配属。同年12月のマレーシアとの経済連携協定の条文作成に携わった。2007年7月に主税局総務課総務第一係長心得。その後は課長補佐として国際金融行政や税制の企画・立案等を担当。国際金融に関する執筆活動も行う。財務省在籍中に、ウォートン・スクールへ留学し、MBA取得。2012年にドリームインキュベータに転職し、マネージャーとして戦略コンサルティングや米国でのベンチャー投資を歴任。2015年には経済産業大臣秘書官を務めた。2016年に、TORANOTEC株式会社を共同創業し、現在、取締役・最高戦略責任者。
金融・産業政策に精通しており、戦略立案・新規事業創造を専門とする。
趣味はサッカー。